# Antonio Farguhason
Antonio Farguhason (Ciudad de Panamá, Panamá, Panamá, 28 de mayo de 1986) es un futbolista panameño. Juega de extremo izquierdo y su equipo actual es el Panamá Viejo FC de la Liga Nacional de Ascenso de Panamá. 

## Trayectoria
- Sporting 89 Temporada 2004*

Cuarta División 18 goles 4 asistencias.
- Chorrillo FC Temporada 2006*

Primera División 3 goles.
- Sporting 89 Temporada 2007*

Primera División 7 goles.
- Plaza Amador Temporada 2008*

Primera División 3 goles.
- Orión FC Temporada 2009 - 2012*

Segunda División 8 goles 0 asistencias.
- S.D. Panamá Oeste Temporada 2013 - 2014

Tercera División 4 goles 0 asistencias.
- San Martín F.C Temporada 2015

Tercera División 12 goles 0 asistencias.
- Club Atlético Independiente C.A.I. La Chorrera Temporada 2016

Segunda División 7 goles 6 asistencias.
- Panamá Viejo FC Temporada 2017

2 goles 8 asistencias.

## Selección nacional
No ha sido convocado.

## Palmarés

### Títulos nacionales
| Título                                | Club         | País       | Año  |
| ------------------------------------- | ------------ | ---------- | ---- |
| Campeón - Liga Distritorial de Panamá | Sporting 89  | Panamá     | 2004 |
| Campeón - Copa Maya Sub 20            | Chorrillo FC | Costa Rica | 2005 |
| Campeón - Liga Nacional de Ascenso    | A. D. Orión  | Panamá     | 2009 |

### Distinciones individuales
| Distinción                                               | Año  |
| -------------------------------------------------------- | ---- |
| Campeón Goleador - Liga Distritorial de Futbol de Panamá | 2004 |
| Campeón Goleador - Liga Nacional de Ascenso de Panamá    | 2009 |